# Odpowiedzialność posiłkowa
Odpowiedzialność posiłkowa
jest instytucją prawa karnego skarbowego przewidującą odpowiedzialność osób trzecich za wymierzoną sprawcy przestępstwa skarbowego grzywnę i ściągnięcie równowartości pieniężnej przepadku przedmiotów. Jest to głównie odpowiedzialność majątkowa osoby trzeciej, którą może być: osoba fizyczna, osoba prawna, jednostka organizacyjna nie posiadająca osobowości prawnej, której odrębne przepisy przyznają zdolność prawną, jeżeli sprawcą czynu zabronionego jest zastępca tego podmiotu prowadzący jego sprawy jako pełnomocnik, zarządca, pracownik lub działający w jakimkolwiek innym charakterze, a zastępowany podmiot odniósł lub mógł odnieść z popełnionego czynu jakąkolwiek korzyść majątkową. Jako swoisty środek prawny jest to rodzaj ochrony interesów Skarbu Państwa na wypadek niewypłacalności sprawcy czynu zabronionego. Instytucja ta nie ma zastosowania do wykroczeń skarbowych, odnosi się tylko do przestępstw skarbowych. Tryb stosowania tej instytucji jest obligatoryjny.